# Kedungwuluh (Padaherang)
Kedungwuluh is een bestuurslaag in het regentschap Ciamis van de provincie West-Java, Indonesië. Kedungwuluh telt 3581 inwoners (volkstelling 2010).